# Sacra Infermeria
La Sacra Infermeria (ou Infirmerie Sacrée) est un hôpital construit en 1574 à La Valette à Malte par les Hospitaliers de l'ordre de Saint-Jean de Jérusalem. À cette époque, sa modernité en fait l'un des meilleurs hôpitaux européens.

## Création
La vocation de l'ordre de Saint-Jean de Jérusalem était d'aider les pèlerins lors de leur dangereux périple en Terre sainte. Il s'agissait non seulement de protéger militairement leur voyage mais aussi de leur apporter des soins éventuels (d'où le nom d'ordre hospitalier). 
Dès que l'Ordre arrive à Malte en 1530, le grand maître Philippe de Villiers de L'Isle-Adam fait construire un premier hôpital.
C'est un second bâtiment, construit en 1574, qui prend le nom de Sacra Infermeria sous le règne du grand maître Jean L'Evesque de La Cassière. Ce fut l'un des tout premiers bâtiments de La Valette situé tout près du Fort Saint-Elme. À l'origine, il s'agissait d'une très grande salle, qui fut encore agrandie en 1663 sous Nicolas Cottoner. En 1712, un autre bâtiment est ajouté comprenant une chapelle et une pharmacie.

## L’Hôpital
Au total, l'hôpital comportait 11 salles dont la plus grande mesurait 162 m de long pour 9 m de large et 9 m de haut. Il pouvait accueillir 300 lits même si ce chiffre pouvait être supérieur en cas de besoin. La grande salle qui pouvait accueillir jusqu'à 900 lits était réservée aux hommes, chevaliers, soldats, marins et étrangers. Les Maltais et les esclaves étaient logés dans une autre grande salle en dessous de la paroisse.
En 1676, une école d'anatomie et de chirurgie prend place dans le bâtiment.
L'apothicairerie fournissait à l'hôpital jusqu'à 400 types de médicaments. Parmi eux, une préparation utilisant le fameux Cynomorium coccineum ou « champignon de Malte » était utilisée contre la dysenterie et était recueilli sur l'îlot Fungus Rock. Une autre utilisait la pierre de Malte ou pierre magnésienne contre les piqûres de scorpion.
L'administration de la Sacra Infermeria était confiée aux chevaliers de langue française, sous la direction du grand hospitalier. Lorsque les Chevaliers sont chassés de l'archipel en 1798, les troupes napoléoniennes occupent l'hôpital à leur propre compte. Après l'annexion de Malte par les Britanniques en 1800, la Sacra Infermeria est rebaptisée Hôpital Station, et poursuit sa vocation hospitalière jusqu'à la fin de la Première Guerre mondiale.

## Autres fonctions
En 1920, le bâtiment est réformé en siège de la police. Pendant la Seconde Guerre mondiale le bâtiment est gravement endommagé par les raids aériens allemands et italiens.
En septembre 1977, il sert de décor pour la reconstitution de la section 13 pour détenus aliénés de la prison de Sağmalcılar dans le film Midnight Express d'Alan Parker.
Aujourd'hui, le bâtiment restauré sert de centre de conférence sous le nom de Mediterranean Conference Centre et abrite une exposition permanente intitulée Les Hospitaliers (comprenant une reconstitution de l'apothicairerie) dans les salles et les couloirs souterrains de l'ancien hôpital.